# کیلترو
کیلترو (به انگلیسی: Kiltro) یک فیلم رزمی به کارگردانی و نویسندگی ارنستو دیاز اسپینوزا با بازی هنرمند رزمی مارکو زارور است که در سال ۲۰۰۶ منتشر شد.
کلمه کیلترو املای تلطیف شده کلمه Quiltro است که در شیلی و بولیوی برای نشان دادن سگ‌های نژاد مخلوط استفاده می‌شود.